# 赖谢诺-默格林
赖谢诺-默格林（德語：Reichenow-Möglin）是德国勃兰登堡州的市镇，隶属于梅尔基施-奥得兰县。总面积为22.82平方千米，截至2023年12月31日总人口为576人。